# Karl Gottlieb Plato

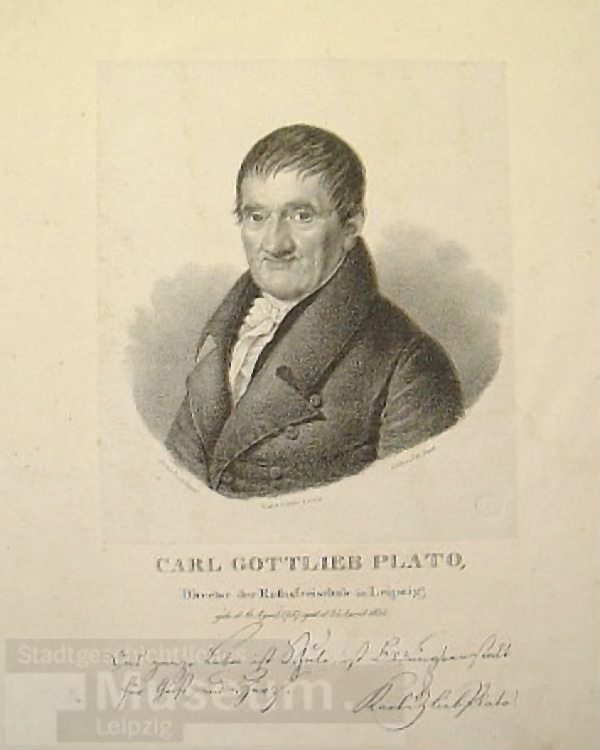
Karl Gottlieb Plato

Karl Gottlieb Plato (* 6. April 1757 in Halbau, Oberlausitz; † 25. April 1833 in Leipzig) war ein deutscher Pädagoge.

## Leben
Karl Gottlieb Plato war der Sohn eines Pfarrers aus der östlichen, jetzt zu Polen gehörenden Oberlausitz. An der Universität Leipzig studierte er Theologie und Philologie. Nach Abschluss des Studiums arbeitete er zunächst als Hauslehrer in Leipzig.

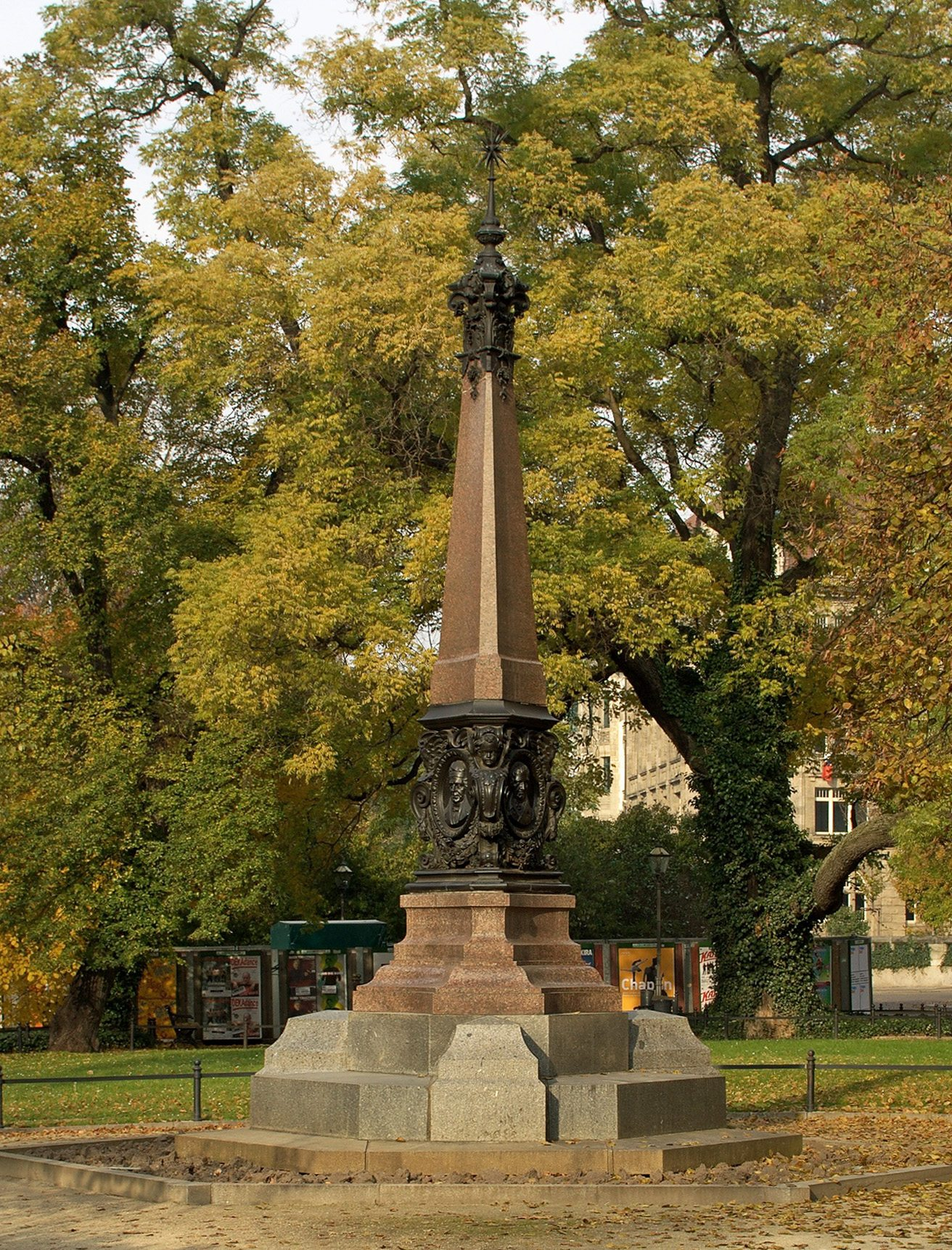
Das Plato-Dolz-Denkmal

Nebenher beschäftigte er sich intensiv mit der zeitgenössischen pädagogischen Literatur.
Als 1792 in Leipzig auf Initiative des Bürgermeisters Carl Wilhelm Müller und des Superintendenten Johann Georg Rosenmüller die Ratsfreischule als erste Volksschule eröffnet wurde, wurde Plato als ihr erster Direktor berufen. Diese Schule betrieb er mit einigen Lehrern und unbesoldeten Theologiestudenten. Diese gründeten 1795 die Pädagogische Gesellschaft.
Die Direktorenstelle behielt er bis zu seinem Tode im Jahre 1833. Nachfolger wurde sein Freund Johann Christian Dolz, der schon 33 Jahre sein Stellvertreter gewesen war. Plato wurde im Familiengrab auf dem Alten Johannisfriedhof bestattet. Dolz starb 10 Jahre später und wurde in der Familiengrabstätte Plato beerdigt.

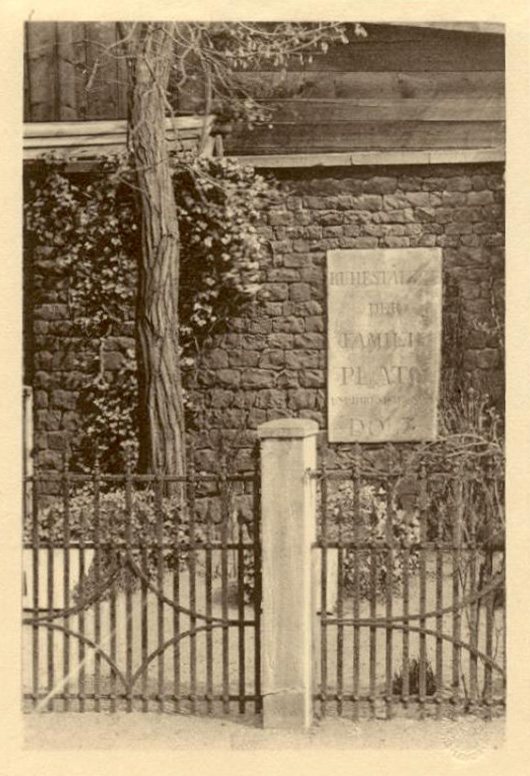
Sein Grab auf dem Alten Johannisfriedhof (1904)

Zum 100-jährigen Bestehen der Ratsfreischule wurden Karl Gottlieb Plato und sein Nachfolger Johann Christian Dolz mit einem Denkmal nahe dem ersten Standort der Ratsfreischule in Leipzig geehrt (Plato-Dolz-Denkmal am Dittrichring/Einmündung Ratsfreischulstraße).
1875 wurde eine Straße in der Leipziger Südostvorstadt nach ihm benannt (Platostraße). Der südliche Teil der Straße trägt den Namen noch heute, der nördliche Teil heißt seit 1940 Gutenbergplatz.

## Werke
- Karl Gottlieb Plato: Vorübungen für Anfänger im Lesen und Denken : Gesammelt für die unteren Classen der Leipziger Raths-Freyschule : nebst einem Anhange, Johann Ambrosius Barth, Leipzig 1821 7. Auflage
- Karl Gottlieb Plato: Deutschlands Giftpflanzen : zum Gebrauch für Schulen auf einer Tafel abgebildet und faßlich beschrieben, Leipzig : Industrie-Comptoir, (18./19. Jh.)
- Karl Gottlieb Plato, Johann Christian Dolz: Christian Felix Weiße's Todesfeyer in der Rathsfreyschule zu Leipzig, Leipzig: Johann Ambrosius Barth, 1805
- Johann Georg Rosenmüller, Johann Christian Dolz, Karl Gottlieb Plato: Sammlung christlicher Gesänge zum Gebrauch bey der öffentlichen Andacht in den Stadtkirchen zu Leipzig, Leipzig, im Verlag des Georgenhauses, 1796
- Johann Christian Dolz,  Karl Gottlieb  Plato: Christliche Religionsgesänge für Bürgerschulen. : Zunächst für d. Rathsfreischule in Leipzig, Leipzig : Johann Ambrosius Barth, 1810–1811